# Charlie Dupont
Charlie Dupont (Tournai, 23 maggio 1971) è un attore belga.
È noto soprattutto per aver fatto parte del cast della soap opera di TF1 Seconde chance, nel ruolo di Vincent Valberg, tra il 2008 e il 2009. È sposato dal 2001 con l'attrice Tania Garbarski, figlia del regista Sam Garbarski, con la quale ha due figli.

## Filmografia parziale

### Cinema
- Troppo amici (Tellement proches), regia di Olivier Nakache ed Éric Toledano (2009)
- The Burma Conspiracy - Largo Winch 2 (Largo Winch II), regia di Jérôme Salle (2011)
- Un amico molto speciale (Le Père Noël), regia di Alexandre Coffre (2014)
- Un petit boulot, regia di Pascal Chaumeil (2016)
- Tale madre tale figlia (Telle mère, telle fille), regia di Noémie Saglio (2017)
- Cut! Zombi contro zombi (Coupez!), regia di Michel Hazanavicius (2022)

### Televisione
- Il commissariato Saint Martin (PJ) – serie TV, episodio 11x04 (2007)
- Alice Nevers - Professione giudice (Alice Nevers: Le juge est une femme) – serie TV, episodio 6x06 (2008)
- Hard – serie TV, 30 episodi (2008-2015)
- Seconde chance – serial TV, 180 puntate (2008-2009)
- Little Murders by Agatha Christie (Les Petits Meurtres d'Agatha Christie)  – serie TV, episodio 2x04 (2013)
- Fais pas ci, fais pas ça – serie TV, episodi 7x02-7x02 (2014)
- I misteri di Parigi (Mystère à Paris) – serie TV, episodio 1x05 (2018)
- Delitto a Roches Noires (Roches Noires), regia di Laurent Dussaux – film TV (2018)

## Riconoscimenti
- Premio Magritte
  - 2017 – Candidatura al migliore attore non protagonista per Un petit boulot